# Kungsbacka
För andra betydelser, se Kungsbacka (olika betydelser).
Kungsbacka är ett samhälle, som är centralort i Kungsbacka kommun i Hallands län, belägen 28 kilometer från Göteborg.

## Historia

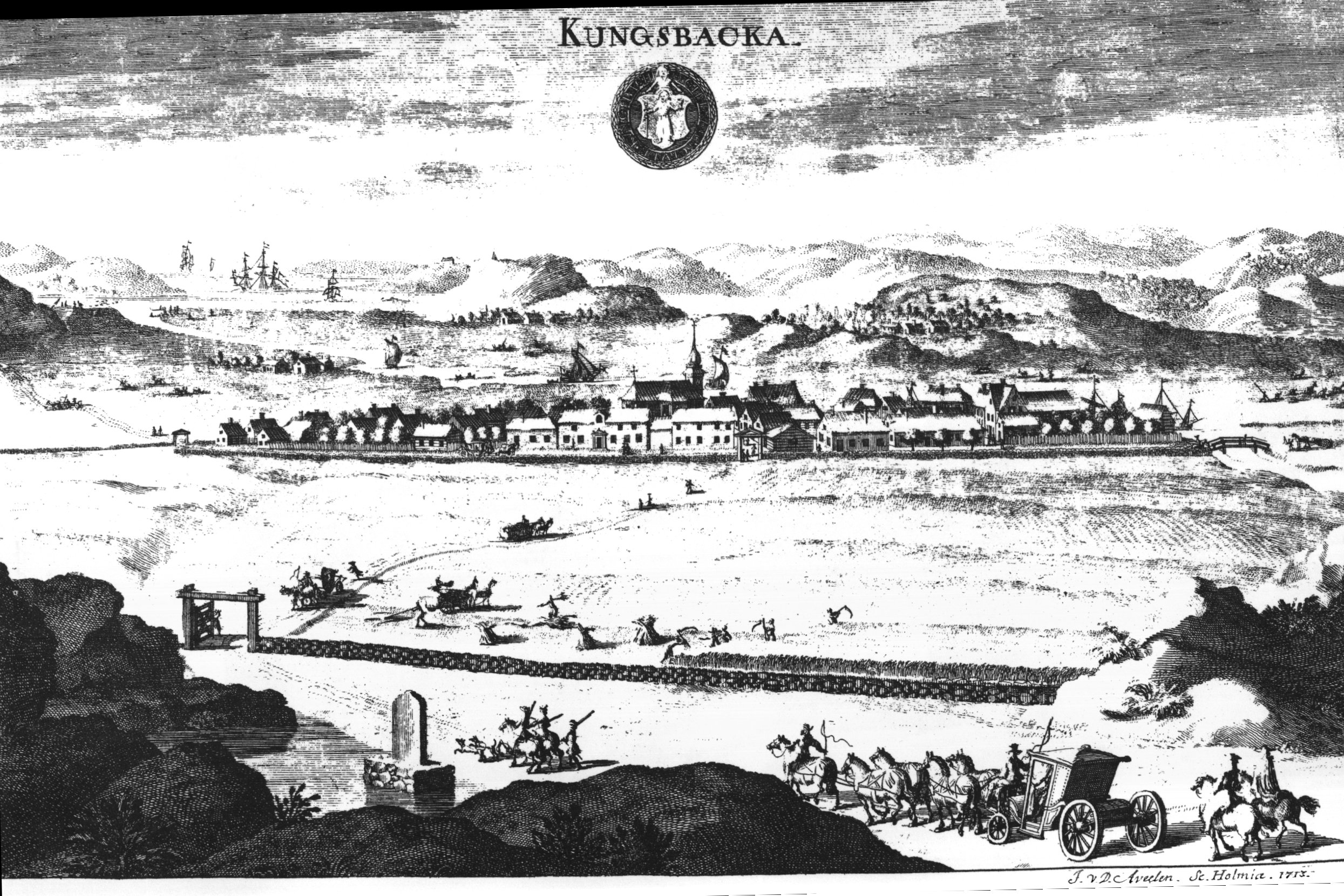
Kungsbacka omkring år 1700. Ur Suecia antiqua et hodierna.

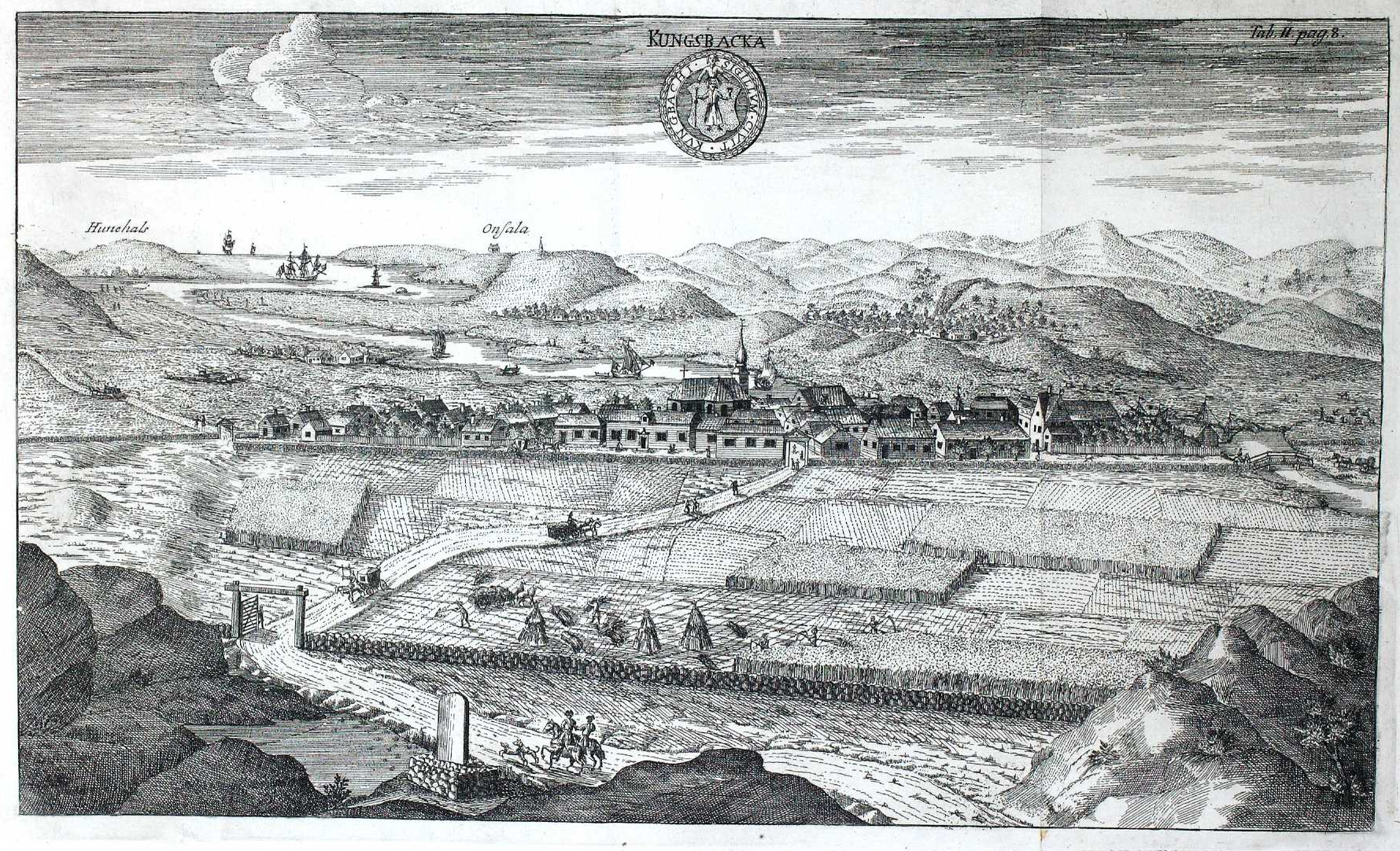
Kungsbacka 1735. Plansch i Hallandia antiqua et hodierna

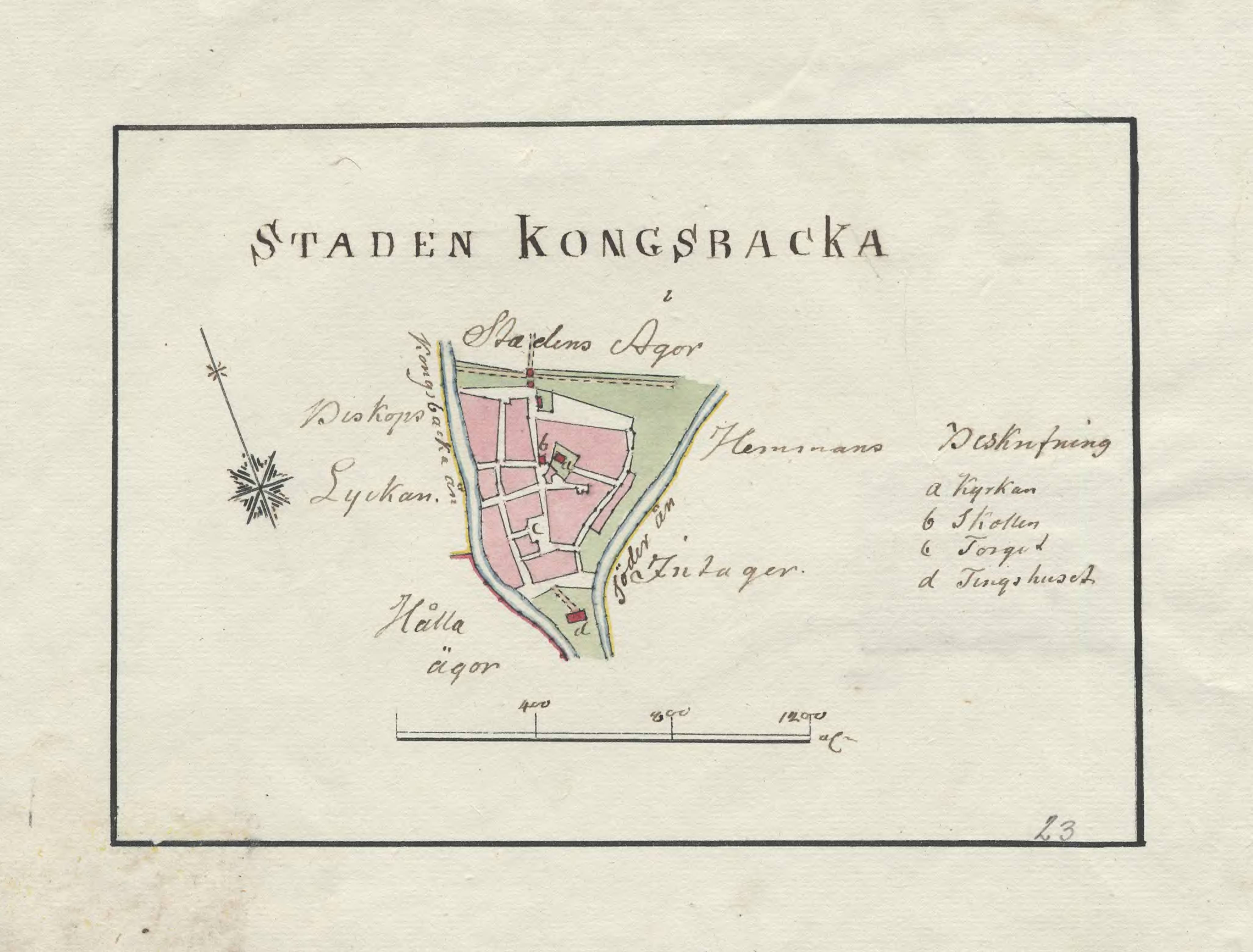
Karta över Kungsbacka från 1790-talet

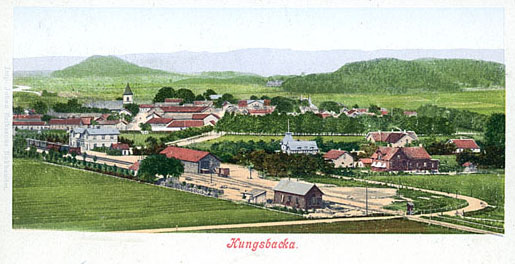
Kungsbacka på vykort omkring 1900. Vy från nordost.

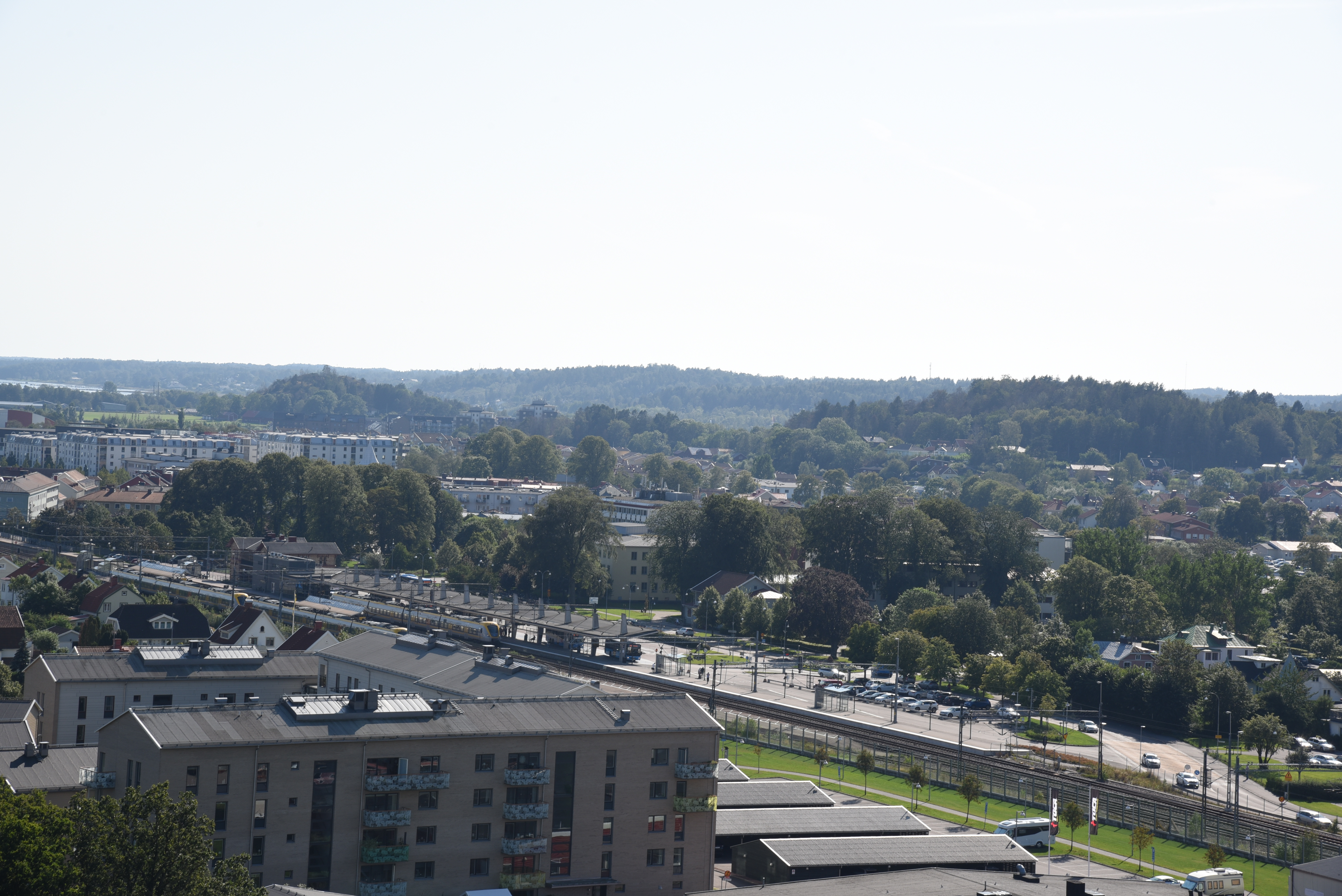
Utsikt över Kungsbacka från Tölöberg år 2019. Jämför vykortet ovan.

Staden Koningsbakkae var under medeltiden en dansk gränshandelsplats och under en period Danmarks minsta stad. Första omnämnandet av staden är från 1366 och avser befästningen, Kungsbackahus, beläget mellan Kungsbackaån och Söderån (dagens Skansen). Det är oklart när Kungsbacka fick sina stadsprivilegier, men det första nedtecknade dokumentet som beskriver Kungsbacka som stad är daterat till den 13 december 1408. I början av 1500-talet drogs stadsprivilegierna in av kung Hans i syfte att samla handeln till Halmstad. Kungsbacka fick dock tillbaka sina stadsprivilegier redan 1582.
När Halland blev svenskt 1645 minskade Kungsbackas betydelse. Närbelägna Göteborg sög upp såväl befolkning som näringsliv och staden var länge en av Sveriges minsta, med folkmängd understigande 1 000 personer i slutet av 1800-talet.
Carl Hårleman beskriver staden som en bondby utan någon stadsnäring, 1805 hade staden 384 invånare. En brand 1846 förstörde större delen av staden. Återuppbyggnaden efter branden skedde efter en ny modern stadsplan med rätvinkligt gatunät. Sakta ökade invånarantalet, 1880 fanns där 620 invånare, och år 1900 961 invånare. Vid mitten av 1800-talet upprensades Kungsbackas hamn, och sjöfarten och trävaruhandeln fick viss betydelse. 1888 öppnades järnvägsstationen, på dåvarande Göteborg-Hallands Järnväg (numera del av Västkustbanan). Staden var i början av 1900-talet känd för sina låga kommunalskatter, 1931 hade endast Djursholm lägre skatter, något som drog många välbeställda pensionärer till staden.
Fram till 1960-talet förblev Kungsbacka en obetydlig småstad. När Kungsbacka kommun under 1970-talet utvidgades och den så kallade gröna vågen samtidigt sköt fart, tilltog emellertid inflyttningen och det därmed följande villabyggandet. 
I september 2006 härjades staden av en stor brand. Hus från 1800-talet förstördes efter att branden börjat på Restaurang Ester. Vid branden förstördes restauranger, caféer, butiker och lägenheter. I augusti 2013 brann lokaltidningen Norra Hallands lokaler på Kyrkogatan ner i ett pyromandåd.
I april 2014 härjades innerstaden återigen av en brand, ett sekelskifteshus med en nyöppnad godisbutik brann ner.

### Administrativa tillhörigheter
Kungsbacka stad ombildades vid kommunreformen 1862 till en stadskommun. Efter utökning 1969 med Tölö socken/landskommun, dit delar av bebyggelsen i orten expanderat, uppgick staden 1971 i Kungsbacka kommun med Kungsbacka som centralort.
I kyrkligt hänseende har Kungsbacka till 2013 hört till Kungsbacka församling, från 2013 till Kungsbacka-Hanhals församling. En del av orten tillhör Tölö församling
Orten ingick till 1935 i domkretsen för Kungsbacka rådhusrätt för att därefter till 1948 ingå i  Fjäre tingslag och från 1948 till 1971 ingå i Hallands norra domsagas tingslag. Under 1971 ingick orten i Hallands norra domsaga och den ingår från 1972 i Varbergs domsaga.
Orten har av SCB klassats som en tätort fram till 2015 och från 2018 till 2023, men räknades 2015 och från 2023 som en del av tätorten Göteborg.

### Befolkningsutveckling

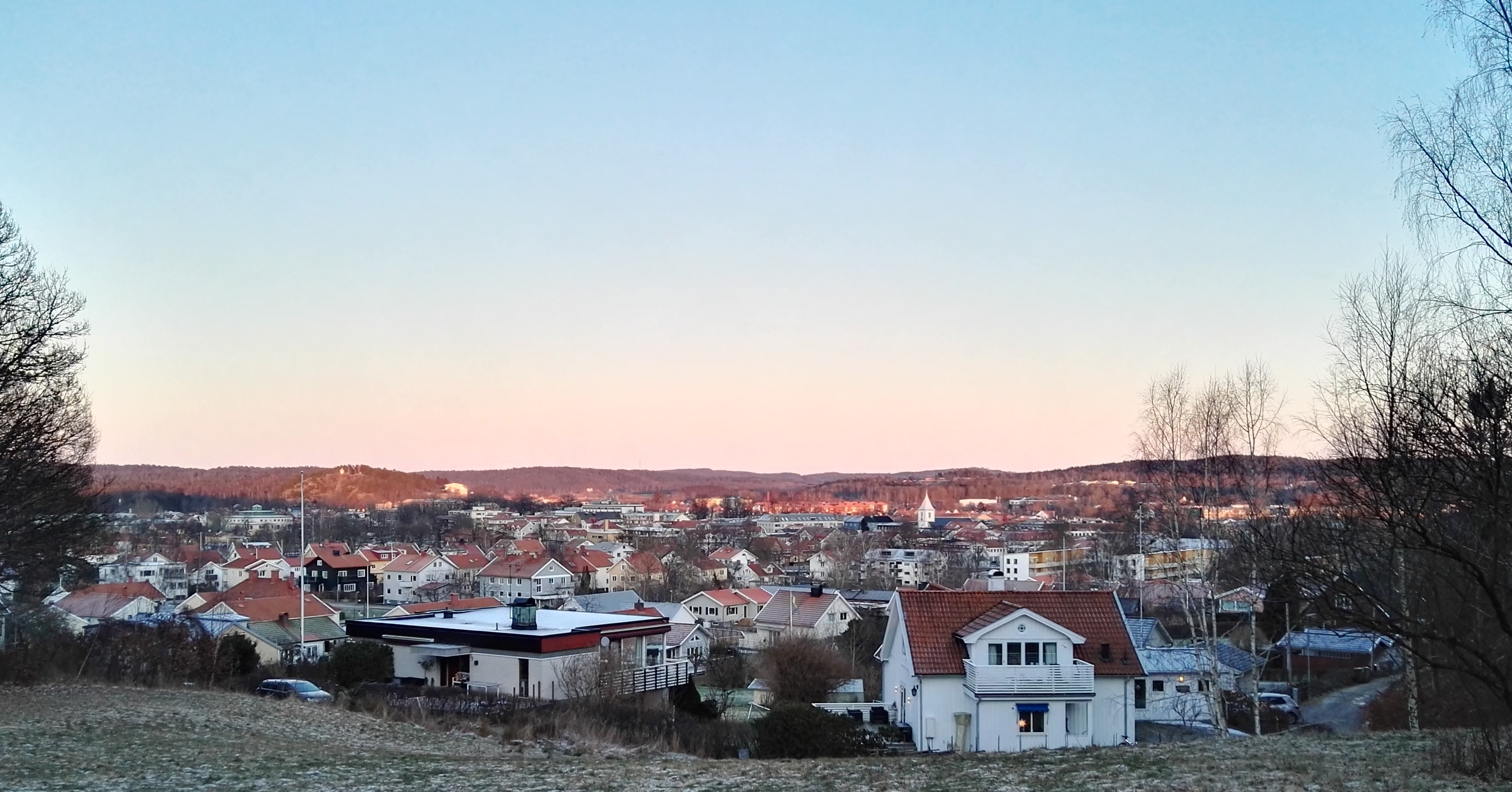
Vy över centrala Kungsbacka från sydväst

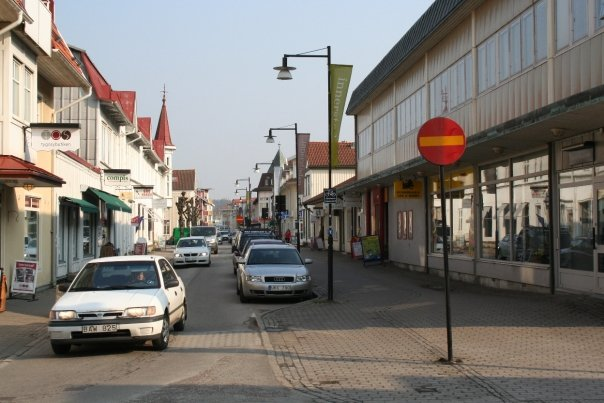
Södra Torggatan

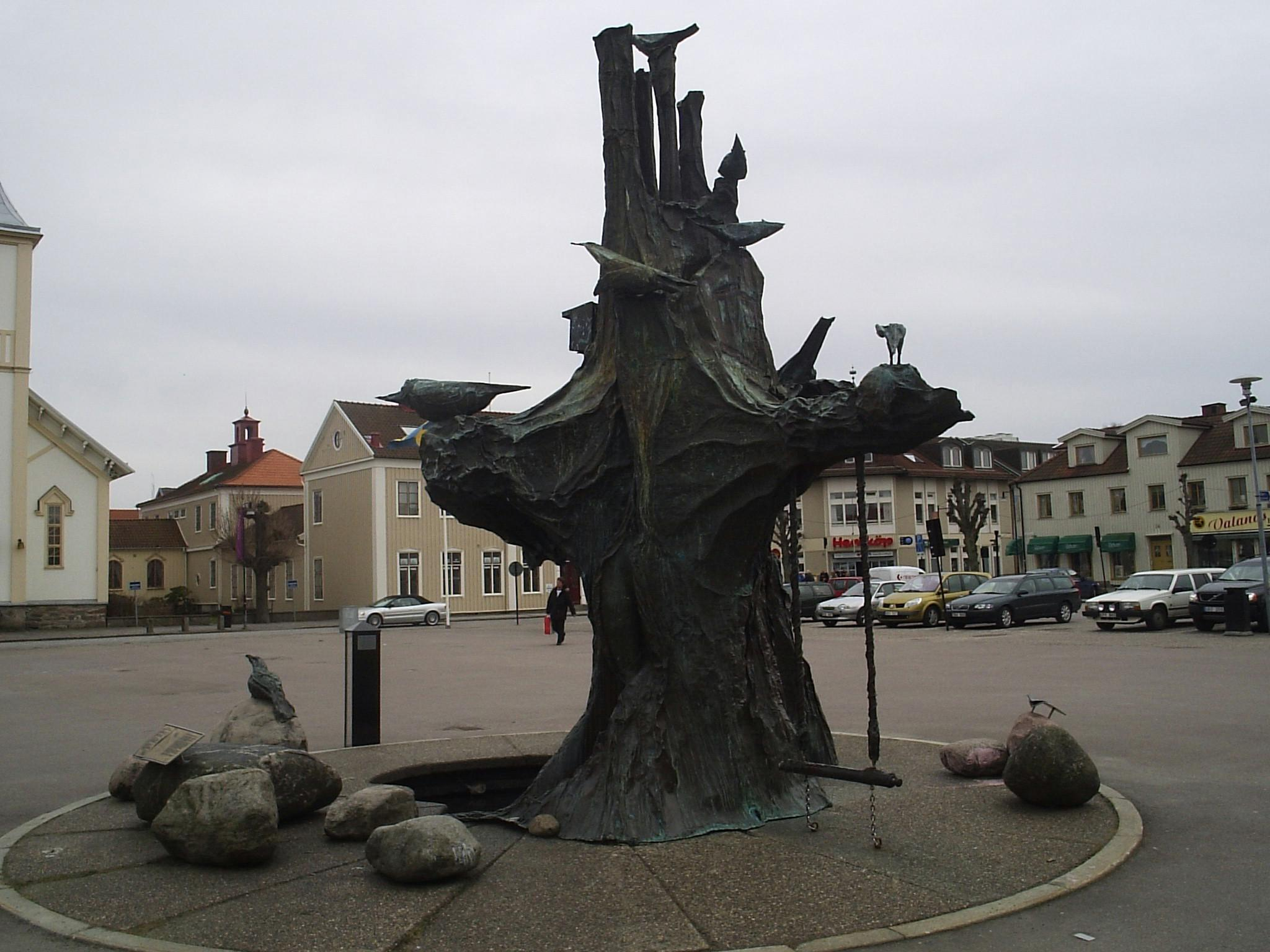
Livets träd står på Stortorget.

| Befolkningsutvecklingen i Kungsbacka 1960–2020                                | Befolkningsutvecklingen i Kungsbacka 1960–2020 | Befolkningsutvecklingen i Kungsbacka 1960–2020 | Befolkningsutvecklingen i Kungsbacka 1960–2020 | Befolkningsutvecklingen i Kungsbacka 1960–2020 |
| ----------------------------------------------------------------------------- | ---------------------------------------------- | ---------------------------------------------- | ---------------------------------------------- | ---------------------------------------------- |
|                                                                               |                                                |                                                |                                                |                                                |
| År                                                                            |                                                |                                                | Folkmängd                                      | Areal (ha)                                     |
| 1960                                                                          | 1960                                           |                                                | 5 097                                          |                                                |
| 1965                                                                          | 1965                                           |                                                | 6 461                                          |                                                |
| 1970                                                                          | 1970                                           |                                                | 9 829                                          |                                                |
| 1975                                                                          | 1975                                           |                                                | 11 986                                         |                                                |
| 1980                                                                          | 1980                                           |                                                | 12 827                                         |                                                |
| 1990                                                                          | 1990                                           |                                                | 14 564                                         | 853                                            |
| 1995                                                                          | 1995                                           |                                                | 16 359                                         | 893                                            |
| 2000                                                                          | 2000                                           |                                                | 17 133                                         | 918                                            |
| 2005                                                                          | 2005                                           |                                                | 17 784                                         | 964                                            |
| 2010                                                                          | 2010                                           |                                                | 19 057                                         | 1 003                                          |
| 2018                                                                          | 2018                                           |                                                | 23 475                                         | 1 168                                          |
| 2020                                                                          | 2020                                           |                                                | 24 071                                         | 1 194                                          |
| Anm.: Sammanvuxen med Göteborg 2015, åter tätort 2018. sammanvuxen igen 2023. |                                                |                                                |                                                |                                                |

## Stadsbild
Innerstaden präglas än i dag av låg trähusbebyggelse från förra sekelskiftet.
Det finns ett flertal större stadsdelar och bostadsområden i Kungsbacka, däribland: 
- Hålabäck
- Varla
- Hammerö
- Tingberget
- Fors
- Tölö
- Hede
- Söderstaden
- Björkris

### Köpcentrum
Kungsmässan och Hede Fashion Outlet är två köpcentrum som nominerats till och tilldelats priser, däribland Kungsmässan som år 2008 fick titeln "Årets Köpcentra 2008".[källa behövs]

### Sport
Kungsbacka Sport Center är ett område med flera sportanläggningar, bl.a. simhall, sporthallar och ishall. Tingbergsvallen är en av Hallands största idrottsanläggningar och har årligen flera idrottsevenemang.

## Kommunikationer
Från Kungsbacka station går pendeltåg till centralstationen i Göteborg. Järnvägen genom staden, Västkustbanan, har under de senaste åren byggts om till dubbelspår och sista delen dubbelspår genom staden stod klar 2003. 2008 stängdes den sista plankorsningen i Kungsbacka i samband med invigningen av Tölö tvärled.
Fram till november 1973 gick E6/E20 (då enbart E6) rakt genom staden men det året invigdes motorvägen förbi staden. Vägen är en viktig pendlingsväg för pendlare på väg till Göteborg eller till Varberg i söder. En annan viktig väg är Länsväg 158 som leder från Kungsbacka ut till Särö-Kullaviksområdet i kommunens nordvästra delar och vidare in till Göteborg.
Närmaste flygplats från Kungsbacka är Göteborg-Landvetter flygplats för inrikes- och utrikesflyg.
Kungsbacka har även en hamn tack vare sitt läge vid Kungsbackaån och närheten till havet. Det är mestadels fritidsbåtar som lägger till där. Det finns även en kommersiell hamn direkt vid Kungsbackafjorden som ligger söder om motorvägen E6/E20 som spärrar av alltför stor trafik uppströms. Hamnarna har förutom för fritidstrafiken liten betydelse.

## Kultur
Kommunens stora konstnär är Torsten Billman.

### Kulturhuset Fyren
I Kulturhuset Fyren finns bibliotek, konsthall, turistbyrå, Ung i Kungsbacka och Café Trubaduren.

### Biblioteken i Kungsbacka
I biblioteket på Kulturhuset Fyren finns Digitalt lärcenter. Mobila biblioteket har 2 biblioteksbussar som servar hela kommunen. Närbibliotek finns i orterna Fjärås, Frillesås, Kullavik, Onsala och Åsa. 

### Kungsbacka teater
I september 1981 invigdes Kungsbacka teater som inrymdes i det nybyggda Elof Lindälvs Gymnasium, det var en mellanstor scen med 350 platser som kom att fungera som teater och gymnasieaula i 25 år. I samband med ombyggnaden av Aranäsgymnasiet invigdes den 29 september 2006 den nya Kungsbacka teater, som var första delen i ett stadsutvecklingsprojekt för Kungsbacka centrums utvidgning. Teatern som har 506 sittplatser fungerar dagtid framförallt som aula åt gymnasieskolan, men ger också plats åt föreställningar av många andra slag.

## Sevärdheter
Rekreationsområdet Kungsbackaskogen anlades redan på 1800-talet. Här finns promenadstigar och elljusspår på gångavstånd från innerstaden. Mitt i innerstan finns Röda stugan som till synes inte alls passar in ibland de högre moderna byggnaderna. Denna stuga är välkänd som ett av de få hus som inte brann ner 1846. Röda stugan huserade under 1700-talet stadens guldsmed. På Östergatan kan den gamla borgmästarbostaden beskådas. Mitt på torget står ett bronsmonument, skapat av Lars Stocks, kallat Livets träd.